# Oprzewodowanie
Oprzewodowanie (ang. wiring system) – przewód (kabel) lub zespół przewodów (kabli) oraz przewodów szynowych wraz z elementami mocującymi, a także osłonami przewodów (kabli) i przewodów szynowych.